# Nguyễn Khắc Toàn
Nguyễn Khắc Toàn (sinh năm 1970) là chính trị gia người Việt Nam. Ông hiện là Phó Bí thư Thường trực Tỉnh ủy Khánh Hòa , Chủ tịch Hội đồng Nhân dân tỉnh Khánh Hòa.

## Xuất thân và giáo dục
Ông sinh ngày 19 tháng 4 năm 1970, quê quán: Ninh Thủy, Ninh Hòa, Khánh Hòa.
Trình độ chuyên môn: Cử nhân Luật Tư pháp, Cử nhân Xây dựng Đảng và chính quyền nhà nước.
Trình độ lý luận chính trị: Cao cấp.

## Sự nghiệp
Trong quá trình công tác, ông từng đảm nhiệm các chức vụ: Chánh Văn phòng Tỉnh ủy; Bí thư Thành ủy Cam Ranh, Ủy viên Ban Thường vụ Tỉnh ủy.
Tháng 01/2011, tại Đại hội đại biểu toàn quốc lần thứ XI của Đảng được bầu là Ủy viên dự khuyết Ban Chấp hành Trung ương Đảng Cộng sản Việt Nam khóa XI.
Tháng 09/2015, tại Đại hội đại biểu Đảng bộ tỉnh Khánh Hòa nhiệm kỳ 2015-2020, Ban Chấp hành Đảng bộ tỉnh Khánh Hòa khóa XVII đã bầu ông làm ủy viên Ban Thường vụ Tỉnh ủy.
Tháng 01/2016, tại Đại hội đại biểu toàn quốc lần thứ XII của Đảng, ông tiếp tục được bầu là Ủy viên dự khuyết Ban Chấp hành Trung ương Đảng Cộng sản Việt Nam khóa XII.
Ngày 1/3/2016, ông được Ban Thường vụ Tỉnh ủy phân công giữ chức vụ Trưởng ban Tổ chức Tỉnh ủy Khánh Hòa.
Ngày 28/2/2020, Hội nghị lần thứ 19 Ban Chấp hành Đảng bộ tỉnh Khánh Hòa đã bầu ông làm Phó Bí thư Thường trực Tỉnh ủy Khánh Hòa với tỉ lệ phiếu đồng ý 100% đại biểu có mặt.
Ngày 19/3/2020, Tỉnh ủy Khánh Hòa đã tổ chức hội nghị triển khai quyết định của Bộ Chính trị về chuẩn y Phó Bí thư Thường trực Tỉnh ủy Khánh Hòa đối với ông.
Ngày 14/10/2020, tại Đại hội đại biểu Đảng bộ tỉnh Khánh Hòa nhiệm kỳ 2020-2025, Ban Chấp hành Đảng bộ tỉnh Khánh Hòa khóa XVIII đã bầu ông tiếp tục làm Phó Bí thư Tỉnh ủy.
Tháng 01/2021, tại Đại hội đại biểu toàn quốc lần thứ XIII của Đảng, ông không trúng cử Ban Chấp hành Trung ương Đảng Cộng sản Việt Nam khóa XIII.
Ngày 29/6/2021, tại kỳ họp thứ nhất, các đại biểu HĐND tỉnh Khánh Hòa đã bầu ông giữ chức Chủ tịch HĐND tỉnh Khánh Hòa khóa VII, nhiệm kỳ 2021 - 2026.
Ngày 8 tháng 7 năm 2024, ông được tham gia Lớp bồi dưỡng, cập nhật kiến thức, kỹ năng đối với cán bộ quy hoạch Ủy viên Ban Chấp hành Trung ương Đảng khóa XIV (Lớp thứ nhất).